# HC Keski-Uusimaa
Der HC Keski-Uusimaa ist ein ehemaliger finnischer Eishockeyklub aus Kerava. Die Mannschaft spielte zwischen 2012 und 2014 in der Mestis und trug ihre Heimspiele in der Keravan jäähalli aus.

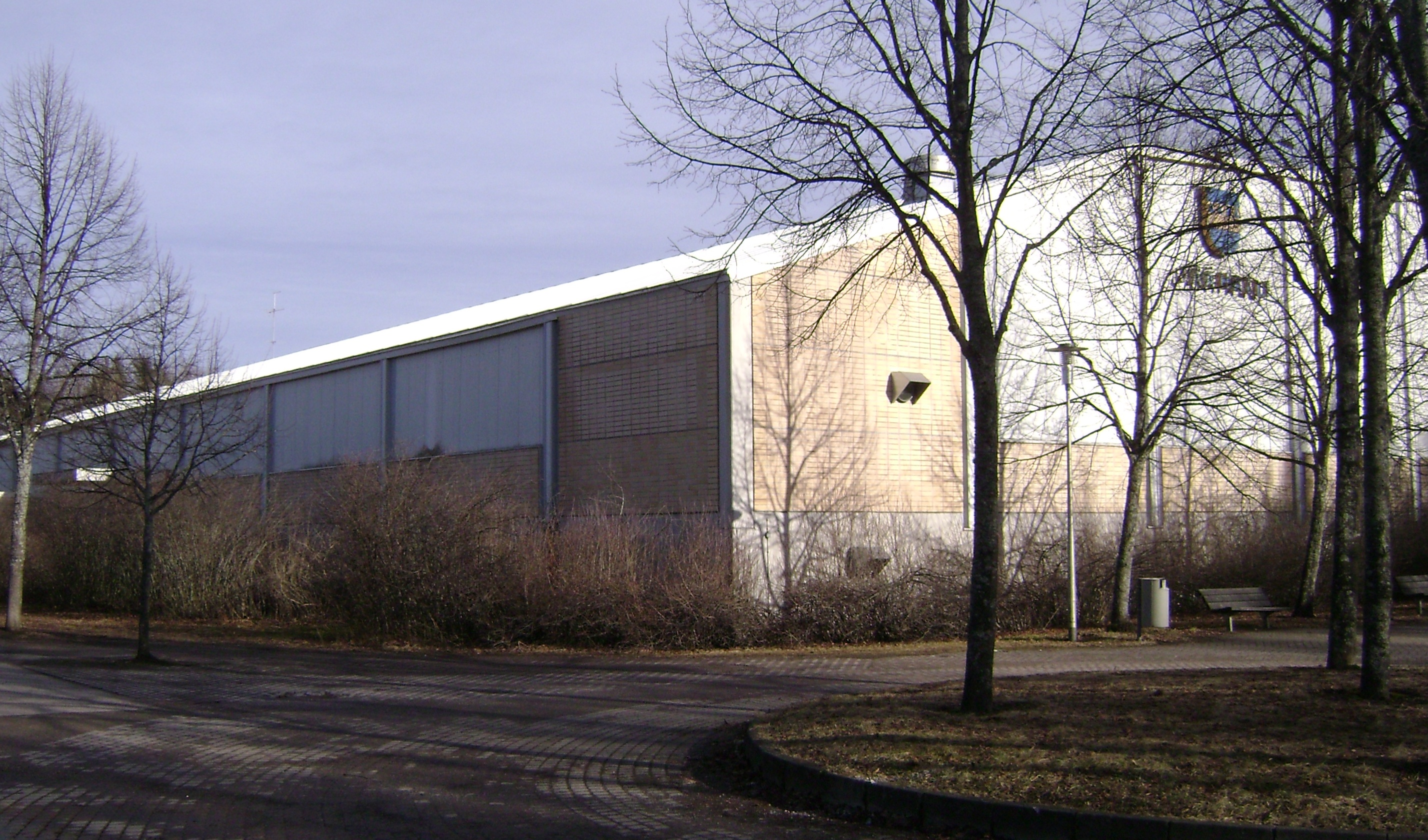
Keravan jäähalli

## Geschichte
Die Mannschaft stieg in der Saison 2005/06 in die drittklassige Suomi-sarja auf. In dieser konnte sie sich auf Anhieb etablieren, ehe sie in der Saison 2011/12 den Aufstieg in die zweitklassige Mestis erreichte. 

## Frauenmannschaft
Die Frauenmannschaft nahm einige Jahre lang an der Naisten SM-sarja, der höchsten finnischen Fraueneishockeyliga teil. Nachdem 1986/87 der dritte Platz und 1990/91, 1991/92 und 1992/93 die Silbermedaille gewonnen wurde, konnten die Shakers 1993/94, 1994/95 und 1995/96 die Meisterschaft gewinnen. Im Folgejahr wurde dann noch einmal Silber geholt.